# Wea-Wea
Wea-Wea is een bestuurslaag in het regentschap Nias van de provincie Noord-Sumatra, Indonesië. Wea-Wea telt 1142 inwoners (volkstelling 2010).